# Namazgjah (Prizren)

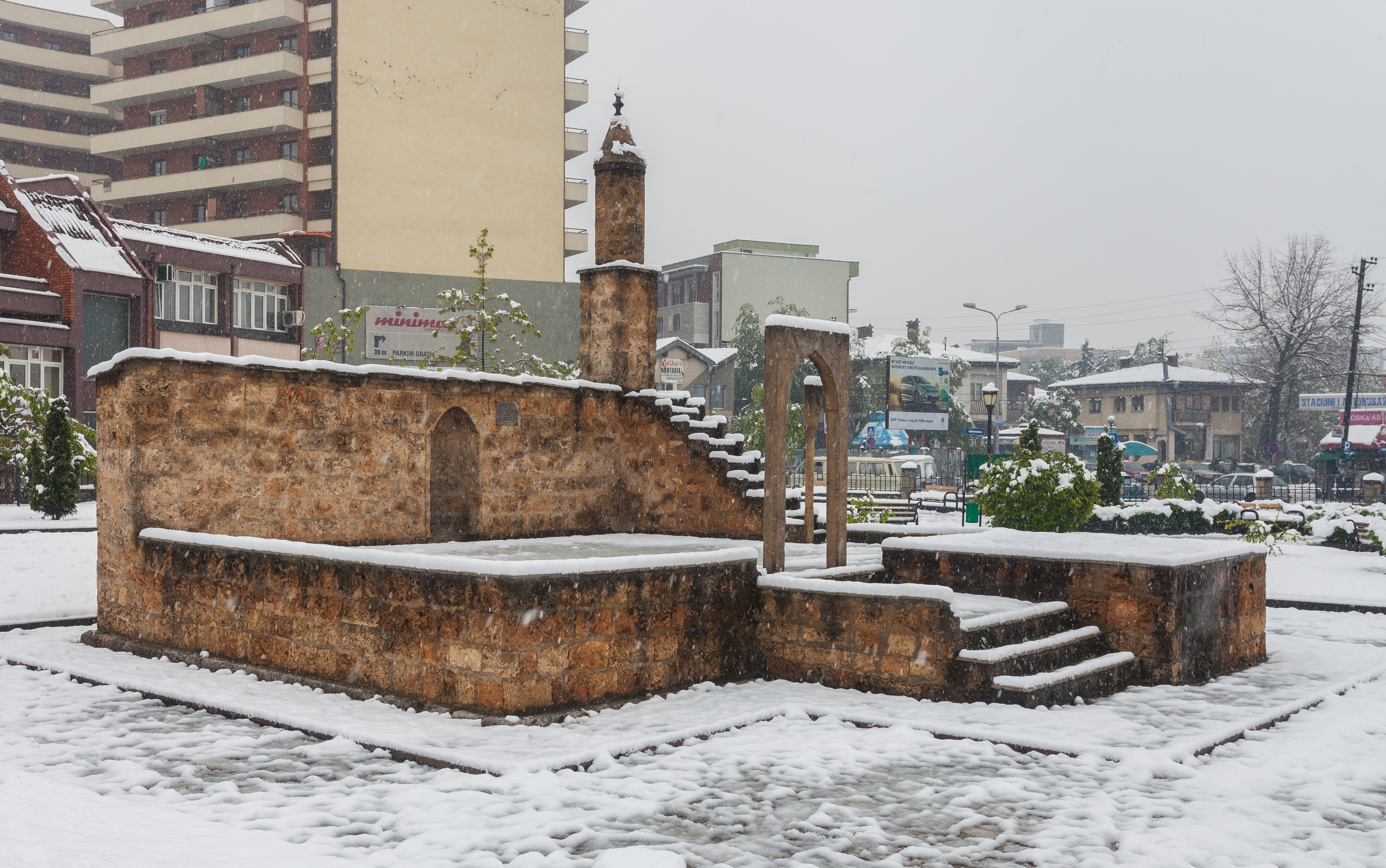
Der Namazgâh

Der Namazgjahu (albanisch auch Namaxhah/u, serbisch Намазџа Namazđah), auch Kërëk-Moschee genannt (Kërëk xhamia, Кирик џамија Kirik džamija, von türkisch Kırık Cami ‚kaputte Moschee‘), ist ein Freiluft-Gebetsplatz (Namazxhah oder намазџа Namazǆa) aus dem Jahre 1455 in der Stadt Prizren im Kosovo. Er wird als Kulturdenkmal aufgeführt – sowohl von der Serbischen Akademie der Wissenschaften und Künste als auch in der Liste der Kulturdenkmäler im Kosovo. Das verbliebene Bauwerk der Kërëk-Moschee befindet sich im Norden der Stadt nahe der Regionalstraße Prizren–Gjakova. Der Name نمازگاه Namazgâh stammt ursprünglich aus dem Persischen und bedeutet „Ort des Gebets“.
Errichtet wurde der Platz 1455 von Isa Bej, einem Leutnant des Sultans Mehmed II., der gerade eben erst die Ortschaft erobert hatte. In den Vororten von Prizren gelegen war es der erste moslemische Gebetsort in der Stadt und diente vorübergehend als ein Ort zum gemeinsamen Gebet (Musallā oder vielleicht auch Eidgah).
Mit dem Ausbau der osmanischen Verwaltung wurden im Zentrum der Stadt Moscheen wie die Myderiz-Ali-Efendi-Moschee oder die Saraçëve-Moschee errichtet, weshalb der Gebetsplatz aufgegeben wurde. In der Folge nutzten nur noch Bauern aus der Gegend, die von den Feldern zurück oder mit ihren Familien kamen, den Ort zum Beten.
In den 1950er Jahren wurde in der Nähe ein Lagerhaus errichtet, für das die alten Steine des Gebetsplatzes verwendet wurden. In den 1980er Jahren wurde der Platz teilweise zerstört, um den Bau eines Gesundheitszentrums zu ermöglichen.
In den Jahren 1969 und 1989 wurden archäologische Ausgrabungen durchgeführt, ohne dass das Gebäude vor weiterer Zerstörung geschützt worden wäre. Andererseits hat das Institut für den Schutz von Prizren (IMP) im Jahr 2000 einen Plan für die Restaurierung des Namazgâh erstellt, die teilweise von der türkischen Regierung finanziert wurde. Die Arbeiten begannen am 10. Oktober 2001. Der restaurierte Standort wurde im April 2002 eingeweiht.